# إف - 117 نايت هوك
إف - 117 نايت هوك هي طائرة من إنتاج شركة لوكهيد مارتن وتنتجها فقط للقوات الجوية الأمريكية. تعد أول طائرة عمليات أمريكية تستخدم تقنية التخفي والتي تسمح لها بتجنب الظهور (غالبا) في مجال الرادارات. تم حساب شكل الطائرة بطريقة تجعلها لا ترجع الإشعاع الراداري إلى الرادار وقد تم تصميم برنامج حساب خصيصا لهذه المهمة سمي echo1. وقد طارت الطائرة لأول مرة عام 1981م، وقد قامت بإنجاز أول مهمة عام1983 م، وقد خرجت من تحت مظلة السرية وكشفت إلى العالم عام 1988.
و قد استخدمت الطائرة بكثرة في حرب الخليج الثانية ضد العراق ،
تم إسقاط طائرة واحدة منها بواسطة الدفاعات الجوية اليوغسلافية بتاريخ 27 مارس 1999 م.

## التطوير
في عام 1964م قام عالم الرياضيات الروسي ببحث علمي تحت اسم "Method of Edge Waves in the Physical Theory of Diffraction،" في مجلّة معهد موسكو للهندسة الإذاعية.

## انتهاء الخدمة
في 22 أبريل 2008 قام سلاح الجو الأمريكي بإنهاء خدمات إف 117 تمهيداً لاستبدالها بطائرات أكثر فاعلية مثل إف 35.

## وصلات خارجية
https://web.archive.org/web/20030623171153/http://www.af.mil/factsheets/factsheet.asp?fsID=104 *